# Main Core
Main Core — кодовое имя базы данных правительства США, которая, как полагают, существует с 1980-х годов. Считается, что Main Core является федеральной базой данных, содержащей личные и финансовые данные миллионов граждан Соединенных Штатов[уточнить], которые могут представлять угрозу для национальной безопасности. Данные, которые, как полагают, поступают из АНБ, ФБР, ЦРУ и других источников, собираются и хранятся без санкций или постановлений суда. Название базы данных основывается на факте того, что она содержит «копии „сердца“ или сущности каждого элемента разведывательной информации об американцах, собранной ФБР и другими агентствами разведывательного сообщества США».
Предполагается, что база Main Core была создана Федеральным агентством по управлению в чрезвычайных ситуациях (США) в 1982 году в соответствии с Планом действий в непредвиденных обстоятельствах Рональда Рейгана, изложенным в Директиве о национальной безопасности 69 / Директиве о принятии решений по национальной безопасности 55, озаглавленной «Стойкое национальное лидерство», принятой 14 сентября 1982 года.
По состоянию на 2008 год, предположительно, восемь миллионов американцев числись в базе как представляющие потенциальную угрозу, зачастую по незначительным причинам. За этими лицами могли установить наблюдение, допросить или задержать их во время кризисной ситуации.
Существование этой базы данных было впервые подтверждено Кристофером Кетчамом в мае 2008 года, а затем Тимом Шорроком в июле 2008 года.